# Mieczysław Kumorek
Mieczysław Kumorek (ur. 24 lutego 1921, zm. 14 lutego 1996) – uczestnik II wojny światowej, scenarzysta, pisarz, sybirak. 

## Życiorys
Pochodzi z rodziny osadnika wojskowego spod Baranowicz na kresach wschodnich (dzisiejsza Białoruś).
W roku 1939 ukończył gimnazjum i zdał maturę w Baranowiczach. Po wkroczeniu wojsk sowieckich na tereny wschodnie został aresztowany i wtrącony do więzienia. Po przesłuchaniach i torturach został skazany na osiem lat łagru. Karę odbywał w kamieniołomach (w republice Komi) do lata 1941, kiedy to został niespodziewanie zwolniony. 
Po uwolnieniu pracował w Azji Środkowej jako księgowy i nauczyciel. W roku 1944 udało mu się wstąpić w szeregi Wojska Polskiego. Po wojnie ukończył szkołę oficerską i został wojskowym instruktorem. Brał udział w realizacji reformy rolnej, a także walczył z UPA. W 1947 r. został zmuszony opuścić szeregi wojska i przeszedł do rezerwy w stopniu majora. Pomiędzy rokiem 1948 a 1954 działał w związkach zawodowych, następnie pracował jako redaktor w WAiF. Od 1968 r. był zastępcą redaktora naczelnego Wytwórni Filmowej „Czołówka”.
Pracując w „Czołówce” był scenarzystą oraz współscenarzystą filmów dokumentalnych, takich jak:
- A ona za nim płakała (1970)
- Grecja archaiczna (1974)
- A przecież mogła żyć (1975)
- Polacy w Rewolucji Październikowej (1977)
- Reformacje w Polsce (1978)

Od 1978 r. na emeryturze. W 1981 r. został jednym z doradców NSZZ „Solidarność” w Hucie Warszawa.
Napisał książkę autobiograficzną, opisując w niej okres swojego pobytu w łagrach. Książka nosi tytuł Z kresów do peczorskich łagrów i została wydana przez Instytut Wydawniczy PAX w 1990 roku.